# Gary Ruvkun
Gary Bruce Ruvkun, ameriški molekularni biolog in akademik judovskega rodu, nobelovec, * 26. marec 1952, Berkeley, Kalifornija, Združene države Amerike.
Znan je po raziskovalnem sodelovanju z Victorjem Ambrosem, s katerim sta kot podoktorska raziskovalca v laboratoriju kasnejšega nobelovca H. Roberta Horvitza na Tehnološkem inštitutu Massachusettsa v zgodnjih 1990. letih odkrila interakcijo med genoma lin-4 in lin-14, ki določa hitrost razvoja pri glisti Caenorhabditis elegans. Izkazalo se je, da mehanizem interakcije vključuje nov razred molekul RNA, t.i. mikro-RNA, ki regulirajo izražanje genov. Te so kasneje odkrili pri številnih živalih, kar je odprlo novo področje raziskav v molekularni biologiji. Za ta dosežek sta z Ambrosem prejela številne nagrade, med njimi Nobelovo nagrado za fiziologijo ali medicino leta 2024.
Ruvkun zdaj deluje kot profesor genetike na medicinski fakulteti Univerze Harvard in raziskovalec v Splošni bolnišnici Massachusettsa.

## Življenjepis
Rodil se je v judovski družini v Berkeleyju. Odraščal je v zgodnjih letih ameriškega vesoljskega programa, kar mu je zbudilo zanimanje za znanost in tehniko, predvsem astronomijo in radioamaterstvo. Vpisal je študij električnega inženirstva na Univerzi Kalifornije v Berkeleyju, kjer pa se je kmalu prepisal na študij biofizike, ki je imel zanimivejša predavanja. Po diplomi v burnih zgodnjih 1970. letih je šel od doma in našel delo v kooperativi za sajenje dreves v Oregonu, po enem letu pa je od tam odšel na daljše popotovanje do Ognjene zemlje.
Vrnil se je leta 1976 in vpisal doktorski študij na Univerzi Harvard, takrat vodilnemu središču raziskav z novo tehniko rekombinantne DNA, in se usmeril v molekularno biologijo rastlin pod mentorstvom Freda Ausubla. Z njim sta karakterizirala gene, udeležene v fiksaciji dušika pri bakterijah, ki živijo v sožitju z rastlinami, in ugotovila presenetljivo veliko podobnost med nesorodnimi bakterijami. Po doktoratu leta 1982 je odšel v Horvitzov laboratorij na MIT, kjer je spoznal Ambrosa, s katerim sta se odlično ujela, in začel raziskovati gene, udeležene pri razvoju gliste C. elegans, priročnega modelnega organizma v ta namen. Odkril je gen lin-14, ki nadzoruje hitrost razvoja osebka, in da njegovo izražanje regulirajo sekvence RNA. Na račun raziskovalnih dosežkov je kmalu postal docent na Harvardu in pričel delovati tudi v Splošni bolnišnici Massachusettsa.
Ambros je medtem delal na genu lin-4 z obratno vlogo kot lin-14. Slednji zavira razvoj, lin-4 pa ga pospešuje. Skupaj sta ugotovila, da lin-4 nadzoruje izražanje gena lin-14. To doseže s sintezo zelo kratkega zaporedja RNA iz 22 nukleotidov, ki se veže na komplementarno regijo lin-14 tik za zaporedjem, ki kodira produkt tega gena, in s tem blokira gensko prepisovanje. Nov razred sta poimenovala mikro-RNA. V začetku odkritje ni bilo deležno posebne pozornosti, nato pa je Ruvkun odkril še en tak par, v katerem en gen s sintezo mikro-RNA regulira izražanje drugega. Z iskanjem po zgodnjih podatkovnih zbirkah genskih zaporedij je našel njegov homolog tudi pri človeku, zato je zagnal zbiranje vzorcev in ga potrdil še pri celi vrsti drugih živali, vzporedno pa David Baulcombe še pri rastlinah. Ruvkun je nato v sodelovanju s Craigom Mellom in Andrewom Fireom odkril tudi povezave s procesom interference RNA. Kmalu je vzniknilo živahno področje raziskav mikro-RNA in njene vloge pri številnih procesih, vključno s patološkimi.
Poleg dela z mikro-RNA je Ruvkun prispeval še več odkritij na področju genetske regulacije razvoja in staranja pri glisti C. elegans. S svojo skupino raziskuje tudi vprašanje iskanja življenja na Marsu v vzorcih marsovske prsti.

### Zasebno življenje
Poročen je z umetnostno zgodovinarko Natasho Staller.

## Priznanja
Za svoje delo je s sodelavci, predvsem Ambrosom, prejel številna strokovna priznanja s področja molekularne biologije in medicine, med njimi Canada Gairdner International Award (2008), nagrado Alberta Laskerja za temeljne medicinske raziskave (2008), nagrado Louise Gross Horwitz (2009) in Wolfovo nagrado za medicino (2014). Z Ambrosem sta si leta 2024 razdelila tudi Nobelovo nagrado za fiziologijo ali medicino.
Leta 2008 je bil sprejet za člana ameriške Nacionalne akademije znanosti in leta 2009 še Ameriške akademije umetnosti in znanosti.